# Kinoforum - Festival Internacional de Curtas-Metragens de São Paulo
O Festival Internacional de Curtas-Metragens de São Paulo, ou Curta Kinoforum, é um festival de cinema de curta-metragem realizado na cidade de São Paulo.
Foi criado em 1990 criado pela produtora Zita Carvalhosa. Sua programação tem como eixo central programas de filmes internacionais, latino-americanos e brasileiros e, a cada ano, também inclui uma série de programas especiais, a partir dos próprios filmes inscritos e de parcerias com curadores e festivais do Brasil e de todo o mundo.

## 2020[2]
| Prêmio | Filme                                                         | País                   | Direção                                                   |
| --- | ------------------------------------------------------------- | ---------------------- | --------------------------------------------------------- |
| 10 + Estrangeiros                                                                                                | Boa Noite                                                     | Bélgica                | Anthony Nti                                               |
| 10 + Estrangeiros                                                                                                | Ele Não Consegue Viver Sem Cosmos                             | Rússia                 | Konstantin Bronzit                                        |
| 10 + Estrangeiros                                                                                                | Formas Concretas de Resistência                               | Reino Unido            | Nick Jordan                                               |
| 10 + Estrangeiros                                                                                                | Kini                                                          | Uruguai                | Hernán Olivera                                            |
| 10 + Estrangeiros                                                                                                | Mãe Chuva                                                     | Peru/Bolívia/Argentina | Alberto Flores Vilca                                      |
| 10 + Estrangeiros                                                                                                | Mother’s                                                      | Bélgica                | Hippolyte Leibovici                                       |
| 10 + Estrangeiros                                                                                                | O Portão de Ceuta                                             | França/Marrocos        | Randa Maroufi                                             |
| 10 + Estrangeiros                                                                                                | Os Anéis da Serpente                                          | Chile                  | Edison Cájas                                              |
| 10 + Estrangeiros                                                                                                | Polvo                                                         | Turquia                | Engin Erden                                               |
| 10 + Estrangeiros                                                                                                | W                                                             | Grécia                 | Stelios Koupetoris                                        |
| 10+ Brasil | Carne                                                         | Brasil-SP              | Camila Kater                                              |
| 10+ Brasil | Construção                                                    | Brasil-RS              | Leonardo Santos Rosa                                      |
| 10+ Brasil | Egum                                                          | Brasil-RJ              | Yuri Costa                                                |
| 10+ Brasil | Entre Nós e o Mundo                                           | Brasil-SP              | Fábio Rodrigo                                             |
| 10+ Brasil | Inabitável                                                    | Brasil-PE              | Matheus Farias, Enock Carvalho                            |
| 10+ Brasil | Lora                                                          | Brasil-SP/Portugal     | Mari Moraga                                               |
| 10+ Brasil | O Que Pode um Corpo?                                          | Brasil-RS              | Victor Di Marco, Márcio Picoli                            |
| 10+ Brasil | Tuã Ingugu [Olhos d’Água]                                     | Brasil-RJ/Itália/Suíça | Daniela Thomas                                            |
| 10+ Brasil | Perifericu                                                    | Brasil-SP              | NayMendl, Vita Pereira, Rosa Caldeira, Stheffany Fernanda |
| 10+ Brasil | Vai Melhorar                                                  | Brasil-RN              | Pedro Fiuza                                               |
| Prêmio Revelação                                                                                                 | A Morte Branca do Feiticeiro Negro                            | Brasil-SC              | Rodrigo Ribeiro                                           |
| Mostra Competitiva Brasileira                                                                                    | Perifericu                                                    | Brasil-SP              | NayMendl, Vita Pereira, Rosa Caldeira, Stheffany Fernanda |
| Prêmio Canal Brasil                                                                                              | Carne                                                         | Brasil-SP              | Camila Kater                                              |
| Prêmio TV Cultura                                                                                                | Lora                                                          | Brasil-SP/Portugal     | Mari Moraga                                               |
| Prêmio Sesc TV – Mostra Internacional ou Mostra Latino-Americana                                                 | As Calças de Pushkin                                          | Israel                 | Lev Brodinsky                                             |
| Prêmio Sesc TV – Filme Nacional                                                                                  | Difícil é Não Brincar                                         | Brasil-MG              | Papoula Bicalho                                           |
| Prêmio Playkids                                                                                                  | Cobertor                                                      | Rússia                 | Marina Moshkova                                           |
| Prêmio Playkids - Menção Honrosa                                                                                 | Trincheira                                                    | Brasil-AL              | Paulo Silver                                              |
| Prêmio Curta! / Porta Curtas                                                                                     | Estamos Todos na Sarjeta, Mas Alguns de Nós Olham as Estrelas | Brasil-SP              | Sergio Silva, João Marcos de Almeida                      |
| Prêmio Curta! / Porta Curtas                                                                                     | Vai Melhorar                                                  | Brasil-RN              | Pedro Fiuza                                               |
| Prêmio TV Cultura - Menção honrosa para curta-metragem trabalho realizado por oficinas de realização audiovisual | Nuance                                                        | Brasil-SP              | Flávia Duarte                                             |
| Troféu Borboleta de Ouro - Prêmio Especial                                                                       | O Que Pode um Corpo?                                          | Brasil-RS              | Victor Di Marco, Márcio Picoli                            |
| Troféu Borboleta de Ouro - Prêmio Internacional                                                                  | Mother’s                                                      | Bélgica                | Hippolyte Leibovici                                       |
| Troféu Borboleta de Ouro - Prêmio Brasil                                                                         | Inabitável                                                    | Brasil-PE              | Matheus Farias, Enock Carvalho                            |
| Troféu Borboleta de Ouro - Menção Honrosa                                                                        | Perifericu                                                    | Brasil-SP              | NayMendl, Vita Pereira, Rosa Caldeira, Stheffany Fernanda |
| Destaque ABCA para Melhor Animador(a) / Troféu O Kaiser                                                          | Carne                                                         | Brasil-SP              | Camila Kater                                              |
| Destaque ABCA - Menção Honrosa                                                                                   | Mãtãnãg, a Encantada                                          | Brasil-MG              | Shawara Maxakali, Charles Bicalho                         |
| Prêmio ABD-SP para Mostra Limite                                                                                 | MenschMachine ou Reunindo as Peças                            | Áustria                | Adina Camhy                                               |
| Prêmio ABD-SP para Mostra Latino-americana                                                                       | Garganta                                                      | Colômbia               | Mauricio Maldonado                                        |
| Prêmio ABD-SP - Menção Honrosa                                                                                   | Meu Corpo Entregue a Vocês                                    | França                 | Anna-Claria Ostasenko Bogdanoff                           |
| Prêmio Curta em Casa                                                                                             | Dádiva                                                        | Brasil-SP              | Evelyn Santos                                             |

## 2019[2]
Em meio à crise que se aprofundava no cenário cultural brasileiro, o Festival de Curtas comemorou seus 30 anos discutindo a liberdade e os movimentos culturais que historicamente renovaram o setor e amplificaram o debate político como um todo. Consolidou também a representatividade dos mais diversos protagonistas em frente e atrás das câmeras, exibindo filmes e programas especiais voltados a explicitar a diversidade humana em suas mais variadas expressões. E foi além das telas e da relação obra-espectador com tecnologias imersivas que colocaram o público dentro dos filmes e o que havia de mais recente em realidade virtual, realidade aumentada, 3D e games. 
| Prêmio                                                           | Filme                       | País              | Direção                                              |
| ---------------------------------------------------------------- | --------------------------- | ----------------- | ---------------------------------------------------- |
| 10 + Estrangeiros                                                | Bebaak                      | Índia             | Shazia Iqbal                                         |
| 10 + Estrangeiros                                                | Cadoul de Craciun           | Romênia           | Bogdan Muresanu                                      |
| 10 + Estrangeiros                                                | Elena                       | Colômbia          | Jesús Reyes                                          |
| 10 + Estrangeiros                                                | Leoforos Patision           | Grécia            | Thanasis Neofotistos                                 |
| 10 + Estrangeiros                                                | Mi Otro Hijo                | Argentina         | Gustavo Fabián Alonso                                |
| 10 + Estrangeiros                                                | Nefta Football Club         | França            | Yves Piat                                            |
| 10 + Estrangeiros                                                | Pile Poil                   | França            | Lauriane Escaffre, Yvonnick Muller                   |
| 10 + Estrangeiros                                                | Skin                        | Estados Unidos    | Guy Nattiv                                           |
| 10 + Estrangeiros                                                | Untravel                    | Sérvia/Eslováquia | Ana Nedeljkovic, Nikola Majdak Jr.                   |
| 10 + Estrangeiros                                                | Zombies                     | Bélgica/Congo     | Baloji                                               |
| 10+ Brasil                                                       | Baile                       | Brasil-SC         | Cíntia Domit Bittar                                  |
| 10+ Brasil                                                       | Bonde                       | Brasil-SP         | Gleba do Pêssego                                     |
| 10+ Brasil                                                       | Dobras                      | Brasil-RJ         | Cristian Borges, Francisco Miguez, Pedro Nishi       |
| 10+ Brasil                                                       | Eu, Minha Mãe e Wallace     | Brasil-SP         | Eduardo Carvalho, Marcos Carvalho                    |
| 10+ Brasil                                                       | Mãe Não Chora               | Brasil-SP         | Carol Rodrigues, Vaneza Oliveira                     |
| 10+ Brasil                                                       | Marie                       | Brasil-PE         | Leo Tabosa                                           |
| 10+ Brasil                                                       | Mona                        | Brasil-SP         | Luíza Zaidan, Thiago Schindler                       |
| 10+ Brasil                                                       | Negrum3                     | Brasil-SP         | Diego Paulino                                        |
| 10+ Brasil                                                       | Sem Asas                    | Brasil-SP         | Renata Martins                                       |
| 10+ Brasil                                                       | Vigia                       | Brasil-RJ         | João Victor Borges                                   |
| Prêmio Revelação                                                 | Tommy Brilho                | Brasil-CE         | Sávio Fernandes                                      |
| Mostra Competitiva Brasileira                                    | Swinguerra                  | Brasil-PE         | Bárbara Wagner, Benjamin de Burca                    |
| Prêmio Itamaraty para o Cinema Brasileiro                        | Sangro                      | Brasil-SP         | Tiago Minamisawa, Bruno Castro, Guto BR (co-diretor) |
| Prêmio Canal Brasil                                              | Bonde                       | Brasil-SP         | Gleba do Pêssego                                     |
| Prêmio TV Cultura                                                | Tea For Two                 | Brasil-SP         | Julia Katharine                                      |
| Prêmio TV Cultura - Menção para Novos Olhares                    | Filho de Peixe              | Brasil-RN         | Igor Ribeiro                                         |
| Prêmio TV Cultura - Menção para Novos Olhares                    | Sorriso Negro               | Brasil-SP         | Laís Motta                                           |
| Prêmio Sesc TV – Mostra Internacional ou Mostra Latino-Americana | Bebaak                      | Índia             | Shazia Iqbal                                         |
| Prêmio Sesc TV – Filme Nacional                                  | Sangro                      | Brasil-SP         | Tiago Minamisawa, Bruno Castro, Guto BR (co-diretor) |
| Prêmio Playkids                                                  | Vivi Lobo e o Quarto Mágico | Brasil-PR         | Isabelle Santos, Edu Camargo                         |
| Prêmio Curta! / Porta Curtas                                     | Baile                       | Brasil-SC         | Cíntia Domit Bittar                                  |
| Troféu Borboleta de Ouro - Prêmio Internacional                  | Alma                        | Colômbia          | Santiago León Cuéllar                                |
| Troféu Borboleta de Ouro - Prêmio Brasil                         | Bonde                       | Brasil-SP         | Gleba do Pêssego                                     |
| Troféu Borboleta de Ouro - Destaque                              | Wallie Ruy, por Marie       | Brasil-PE         | Leo Tabosa                                           |
| Troféu Borboleta de Ouro - Menção Honrosa                        | Oficinas Kinoforum          | Brasil-SP         |                                                      |
| Destaque ABCA para Melhor Animador(a) / Troféu O Kaiser          | Muedra                      | Espanha           | Cesar Diaz Meléndez                                  |
| Prêmio ABD-SP para Mostra Limite                                 | Spacewalkers                | Colômbia          | Juan Pablo Caballero                                 |
| Prêmio ABD-SP para Mostra Limite                                 | A Rotina Terá Seu Enquanto  | Brasil-SP         | Carlos Adriano                                       |
| Prêmio ABD-SP para Mostra Latino-americana                       | Kalunga                     | Cuba/Moçambique   | Lara Sousa                                           |

## 2018[2]
Em Busca do Tempo de Agora
A 29ª edição apresentou filmes que ajudaram a refletir sobre relações humanas e questões sociais, políticas e comportamentais que habitam em nosso dia-a-dia, mergulhos em memórias o enfrentamento de questões pessoais, sensações e estímulos como sons, imagens trazendo lembranças que de outra forma não podem ser acessadas voluntariamente.
| Prêmio                                                           | Filme                                            | País           | Direção                                                        |
| ---------------------------------------------------------------- | ------------------------------------------------ | -------------- | -------------------------------------------------------------- |
| 10 + Estrangeiros                                                | 2a Classe                                        | Suécia         | Jimmy Olsson                                                   |
| 10 + Estrangeiros                                                | Artem Silendi                                    | França         | Frank Ychou                                                    |
| 10 + Estrangeiros                                                | Fauve                                            | Canadá         | Jérémy Comte                                                   |
| 10 + Estrangeiros                                                | Golden Malibu                                    | México         | Natalia Bermúdez Fierro                                        |
| 10 + Estrangeiros                                                | Hair Wolf                                        | Estados Unidos | Mariama Diallo                                                 |
| 10 + Estrangeiros                                                | Mother & Baby                                    | Irlanda        | Mia Mullarkey                                                  |
| 10 + Estrangeiros                                                | O Banho Dela                                     | Coreia do Sul  | Che-Won Park                                                   |
| 10 + Estrangeiros                                                | Pântano                                          | Noruega        | Torfinn Iversen                                                |
| 10 + Estrangeiros                                                | Para Meus Filhos                                 | Noruega        | Shwan Dler Qaradaki                                            |
| 10 + Estrangeiros                                                | Rapina                                           | Chile          | Felipe Gálvez                                                  |
| 10+ Brasil                                                       | A mulher da casa do arco íris                    | Brasil-SP      | Gilberto Alexandre Sobrinho, Gracia Navarro                    |
| 10+ Brasil                                                       | Catadora de gente                                | Brasil-RS      | Mirela Kruel                                                   |
| 10+ Brasil                                                       | Convite vermelho                                 | Brasil-RJ      | João Victor Almeida                                            |
| 10+ Brasil                                                       | Cor de pele                                      | Brasil-PE      | Lívia Perini                                                   |
| 10+ Brasil                                                       | Estamos todos aqui                               | Brasil-SP      | Chico Santos, Rafael Mellim                                    |
| 10+ Brasil                                                       | Guaxuma                                          | Brasil-PE      | Nara Normande                                                  |
| 10+ Brasil                                                       | O Órfão                                          | Brasil-SP      | Carolina Markowicz                                             |
| 10+ Brasil                                                       | Peripatético                                     | Brasil-SP      | Jéssica Queiroz                                                |
| 10+ Brasil                                                       | Preciso dizer que te amo                         | Brasil-SP      | Ariel Nobre                                                    |
| 10+ Brasil                                                       | Tenha um ótimo dia                               | Brasil-SP      | Willy Hajli                                                    |
| Prêmio Revelação                                                 | O Arco do Medo                                   | Brasil-BA      | Juan Rodrigues                                                 |
| Prêmio Itamaraty para o Cinema Brasileiro                        | O Órfão                                          | Brasil-SP      | Carolina Markowicz                                             |
| Prêmio Itamaraty para o Cinema Brasileiro - Menção Honrosa       | Copacabana-Auschwitz                             | Brasil-RJ      | Jaiê Saavedra                                                  |
| Prêmio Canal Brasil                                              | O Órfão                                          | Brasil-SP      | Carolina Markowicz                                             |
| Prêmio TV Cultura                                                | O Sonho de Éder                                  | Brasil-SP      | Sofia Amaral                                                   |
| Prêmio TV Cultura - Menção para Novos Olhares                    | A roda das gerações do coco                      | Brasil-PB      | Felipe Leal Barquete, Ana Bárbara Ramos da Silva, Manoel Cosmo |
| Prêmio TV Cultura - Menção para Novos Olhares                    | Ana                                              | Brasil-SP      | Vitória Felipe                                                 |
| Prêmio Sesc TV – Mostra Internacional ou Mostra Latino-Americana | De Pé                                            | França         | Pierre Le Gall                                                 |
| Prêmio Sesc TV – Filme Nacional                                  | Clube do Otimismo                                | Brasil-RJ      | Lívia Arbex, Silvia Ribeiro                                    |
| Prêmio Curta! / Porta Curtas                                     | Nome de Batismo - Alice                          | Brasil-PE      | Tila Chitunda                                                  |
| Troféu Borboleta de Ouro - Prêmio Brasil                         | Ainda Não                                        | Brasil-SP      | Julia Leite                                                    |
| Troféu Borboleta de Ouro - Especial                              | Rosa Luz, do filme Estamos Todos Aqui            | Brasil-SP      | Chico Santos, Rafael Mellim                                    |
| Troféu Borboleta de Ouro - Menção Honrosa                        | Ariel Nobre, diretor de Preciso Dizer que te Amo | Brasil-SP      | Ariel Nobre                                                    |
| Destaque ABCA para Melhor Animador(a) / Troféu O Kaiser          | Guaxuma                                          | Brasil-PE      | Nara Normande                                                  |
| Prêmio ABD-SP para filme paulista                                | Liberdade                                        | Brasil-SP      | Pedro Nishi, Vinícius Silva                                    |

## 2017[2]
A 28º edição do evento destacou filmes que tratam de questões sociais, políticas e comportamentais que estão presentes em nosso dia-a-dia, como a censura e a liberdade de expressão, imigrações e a xenofobia, os direitos e a violência contra as mulheres, a acessibilidade e a inclusão. A seleção trouxe um retrato urgente do momento e com uma diferença importante: a força do humor. A cartunista Laerte assinou o cartaz desta edição, representando de forma irônica a situação atual.
| Prêmio                                                           | Filme                                     | País                | Direção                                            |
| ---------------------------------------------------------------- | ----------------------------------------- | ------------------- | -------------------------------------------------- |
| 10 + Estrangeiros                                                | Estamos Bem Assim                         | Tunísia             | Mehdi M. Barsaoui                                  |
| 10 + Estrangeiros                                                | Fofo                                      | Sérvia              | Lee Filipovski                                     |
| 10 + Estrangeiros                                                | Genaro                                    | Colômbia            | Andres Porras                                      |
| 10 + Estrangeiros                                                | O Monopolio da Estupidez                  | Peru                | Hernán Velit                                       |
| 10 + Estrangeiros                                                | Periquita                                 | Polônia             | Renata Gasiorowska                                 |
| 10 + Estrangeiros                                                | Retoque                                   | Irã                 | Kaveh Mazaheri                                     |
| 10 + Estrangeiros                                                | Sábado Cinema                             | Senegal             | Mamadou Dia                                        |
| 10 + Estrangeiros                                                | Sra. Mccutcheon                           | Austrália           | John Sheedy                                        |
| 10 + Estrangeiros                                                | Valparaiso                                | Itália              | Carlo Sironi                                       |
| 10 + Estrangeiros                                                | Wañuy                                     | Peru                | Alejandro Roca Rey                                 |
| 10+ Brasil                                                       | A Gis                                     | Brasil-SP/ Portugal | Thiago Carvalhaes                                  |
| 10+ Brasil                                                       | A Passagem do Cometa                      | Brasil-SP           | Juliana Rojas                                      |
| 10+ Brasil                                                       | Autopsia                                  | Brasil-RJ           | Mariana Barreiros                                  |
| 10+ Brasil                                                       | Borá                                      | Brasil-RJ           | Angelo Defanti                                     |
| 10+ Brasil                                                       | Demônia - Melodrama em 3 Atos             | Brasil-SP           | Cainan Baladez, Fernanda Chicolet                  |
| 10+ Brasil                                                       | Kappa Crucis                              | Brasil-MG           | João César Borges                                  |
| 10+ Brasil                                                       | Pele Suja Minha Carne                     | Brasil-RJ           | Bruno Ribeiro                                      |
| 10+ Brasil                                                       | Procura-se Irenice                        | Brasil-SP           | Thiago Mendonça, Marco Escrivão                    |
| 10+ Brasil                                                       | Torre                                     | Brasil-SP           | Nádia Mangolini                                    |
| 10+ Brasil                                                       | Vaca Profana                              | Brasil-SP           | René Guerra                                        |
| Prêmio Revelação                                                 | Retratos Para Você                        | Brasil-SP/China     | Pedro Nishi                                        |
| Prêmio Itamaraty para o Cinema Brasileiro                        | Luiza                                     | Brasil-PR           | Caio Baú                                           |
| Prêmio Canal Brasil                                              | Torre                                     | Brasil-SP           | Nádia Mangolini                                    |
| Prêmio TV Cultura                                                | Que Tal A Vida, Camaradas?                | Brasil-SP           | Luis Felipe Labaki                                 |
| Prêmio TV Cultura - Menção Honrosa                               | Mais Uma Dona Maria                       | Brasil-SP           | João Vitor Guimarães                               |
| Prêmio TV Cultura - Menção Honrosa                               | No Caminho Da Escola                      | Brasil-ES           | Alunos Do Projeto Animação - Instituto Marlin Azul |
| Prêmio Sesc TV – Mostra Internacional ou Mostra Latino-Americana | Onde o Eufrates e o Sava Correm Juntos    | Suíça               | Andreas Muggli                                     |
| Prêmio Sesc TV – Filme Nacional                                  | A Gis                                     | Brasil-SP/ Portugal | Thiago Carvalhaes                                  |
| Prêmio Curta! / Porta Curtas                                     | De Tanto Olhar o Céu Gastei Meus Olhos    | Brasil-MS           | Nathalia Tereza                                    |
| Prêmio Aquisição TNT                                             | O Espírito Do Bosque                      | Brasil-SP           | Carla Saavedra Brychcy                             |
| Troféu Borboleta de Ouro - Prêmio Brasil                         | Vando Vulgo Vedita                        | Brasil-CE           | Andréia Pires, Leonardo Mouramateus                |
| Troféu Borboleta de Ouro - Prêmio Internacional                  | Periquita                                 | Polônia             | Renata Gasiorowska                                 |
| Troféu Borboleta de Ouro - Melhor Atriz                          | Roberta Gretchen Coppola, de Vaca Profana | Brasil-SP           | René Guerra                                        |
| Destaque ABCA para Melhor Animador(a) / Troféu O Kaiser          | Torre                                     | Brasil-SP           | Nádia Mangolini                                    |
| Prêmio TNT Labex - Curta Kinoforum                               | Mata Grande                               | Brasil-MT           | Severino Neto                                      |

## 2016[2]
Nos últimos anos, a voracidade das mudanças trazidas pela globalização e pelo desenvolvimento de novas tecnologias inspirou o filósofo Zygmunt Bauman a cunhar a expressão “mundo líquido” para definir a realidade do mundo atual, marcada pela quebra de paradigmas e pela incerteza constante. Quando pensamos nessa fluidez, a imagem mais óbvia é a da água que corre pelo leito do rio, cuja força pode destruir barreiras e avançar sobre os obstáculos. Nem sempre lembramos, porém, que a temperaturas extremas até o que nos parece mais sólido – que é a terra – se liquefaz e se torna lava. Talvez o curta-metragem seja uma das expressões artísticas mais rápidas no sentido de captar as erupções cotidianas do nosso mundo líquido. Ficção, documentário, animação, experimental: assim como a matéria líquida ultrapassa barreiras modificando o ambiente, também desaparecem cada vez mais as fronteiras dos gêneros audiovisuais. A visão autoral, porém, é cada vez mais indispensável – é do mundo particular do artista que surgem novos caminhos e propostas para o todo.